# カンポディメーレ
カンポディメーレ（伊: Campodimele）は、イタリア共和国ラツィオ州ラティーナ県にある、人口約570人の基礎自治体（コムーネ）。

## 地理

### 位置・広がり

#### 隣接コムーネ
隣接するコムーネは以下の通り。括弧内のFRはフロジノーネ県所属を示す。
- エスペーリア (FR)
- フォンディ
- イトリ
- レーノラ
- ピーコ (FR)
- ポンテコルヴォ (FR)

### 気候分類・地震分類
カンポディメーレにおけるイタリアの気候分類 (it) および度日は、zona E, 2265 GGである。
また、イタリアの地震リスク階級 (it) では、zona 3A (sismicità bassa) に分類される。

## 文化・観光
「イタリアの最も美しい村」クラブ加盟コムーネである。